# Agua Dulce, Guerrero
Agua Dulce är en ort i Mexiko.   Den ligger i kommunen Tlapa de Comonfort och delstaten Guerrero, i den sydöstra delen av landet, 240 km söder om huvudstaden Mexico City. Agua Dulce ligger 2 004 meter över havet och antalet invånare är 130.
Terrängen runt Agua Dulce är huvudsakligen kuperad, men söderut är den bergig. Runt Agua Dulce är det ganska glesbefolkat, med 36 invånare per kvadratkilometer. Närmaste större samhälle är Tlapa de Comonfort, 19,6 km norr om Agua Dulce. I omgivningarna runt Agua Dulce växer huvudsakligen savannskog.